# Anatoliy Eduardovich Serdyukov
Anatoliy Eduardovich Serdyukov (Анатолий Эдуардович Сердюков; sinh ngày 8 tháng 1 năm 1962) là một chính trị gia và doanh nhân người Nga, là Bộ trưởng Bộ Quốc phòng Liên bang Nga từ ngày 15 tháng 2 năm 2007 đến ngày 6 tháng 11 năm 2012. Trong nhiệm kỳ Bộ trưởng Quốc phòng, ông đã thực hiện một số cải cách lớn của quân đội Nga. Từ tháng 10 năm 2015, ông làm Giám đốc Công nghiệp cho Tập đoàn Rostec.